# Dalia Sofer
Dalia Sofer (* 1972 in Teheran) ist eine iranischstämmige US-amerikanische Schriftstellerin.
Sofer wurde 1972 in Teheran geboren und wuchs in einer jüdischen Familie auf. Gemeinsam mit ihrer Familie floh sie im Alter von 10 Jahren in die USA. Sie studierte französische Literatur an der New York University und erwarb den Abschluss eines Master of Fine Arts vom Sarah Lawrence College. Ihren ersten Roman, Die September von Schiras, veröffentlichte sie 2007.
Sofer erhielt 2008 den Robert W. Bingham Prize für die Arbeit an einem zweiten literarischen Werk. Sie lebt derzeit in New York City.

## Werke
- The Septembers of Shiraz, Ecco 2007. ISBN 978-0-06-113040-3 (dt. Die September von Schiras, Hanser 2007. ISBN 978-3-446-20767-7.).

## Preise
- Whiting Writers’ Award 2007[1]
- Robert W. Bingham Prize 2008
- Sami Rohr Prize Choice Award 2009[2]